# Барлоу, Джоэл
Джоэл Барлоу (англ. Joel Barlow; 24 марта 1754[…], Реддинг, Фэрфилд, Коннектикут, Коннектикут, Великобритания — 26 декабря 1812, Жарновец, Варшавское герцогство) — американский поэт, дипломат, французский политический деятель. Поддерживал Французскую революцию и был республиканцем — сторонником идей Томаса Джефферсона.

## Ранний период
Барлоу родился в Реддинге, округ Фэрфилд, Коннектикут. Он недолгое время учился в Дартмутском колледже, после чего окончил Йельский колледж (1778), где он продолжал в течение двух лет учиться в аспирантуре.
В период американской революции Барлоу был активным сторонником независимости США. Он участвовал в битве на Лонг-Айленде и служил капелланом в 4-й Массачусетской бригаде с сентября 1780 года до окончания войны. Он также был масоном. Барлоу был близким другом Томаса Пейна.
В 1783 году Барлоу переехал в Хартфорд, штат Коннектикут. В июле 1784 года он основал еженедельную газету American Mercury, с которой он был связан ещё в течение года. В 1786 году он был принят в коллегию адвокатов. В Хартфорде Барлоу стал членом группы молодых писателей, включавшей Лемуэля Хопкинса, Дэвида Хамфриса и Джона Трамбулла, известного в американской литературной истории как «Хартфордские мудрецы». Он участвовал в сборнике «Анархииада» (англ. Anarchiad), серии политико-сатирических работ. В 1787 году он опубликовал большую и амбициозную поэму «Видение Колумба», которая стала основой его репутации как литератора и была весьма популярной.

## Земельный спекулянт
В 1788 году Барлоу отправился во Францию в качестве представителя полковника и земельного спекулянта Уильяма Дуэра и, работая в Scioto Land Company, зарегистрированной в Париже годом ранее, должен был продавать документы на земли в части недавно организованной Северо-Западной Территории (этот участок сейчас находится в штате Огайо) и привлекать переселенцев туда. Похоже, он не знал о мошенническом характере компании, которая не владела правами на эти земли и обанкротилась в 1790 году. Ранее он нанял группу французов для эмиграции в Америку, ставшую известной как «500 французов» (англ. French 500). Большинство из них участвовали в создании г. Галлиполиса в Огайо, второго города, основанного на новой Северо-Западной территории.

## Французская политика. Гражданство Франции
Находясь в Париже, Барлоу придерживался либеральных религиозных взглядов, а в политике был прогрессивным республиканцем. Он считал, что «американская цивилизация была мировой цивилизацией», и с энтузиазмом относился к идее республик по всему миру. Он был настолько вовлечен во Французскую революцию и бурную политику того времени, что его избрали в Ассамблею Франции. В 1792 году Барлоу получил французское гражданство. Хотя он посвятил свое «Видение Колумба» Людовику XVI, это не помешало ему присоединился к противникам короля и призывам казнить его. Барлоу помог Томасу Пейну опубликовать первую часть трактата «Век разума», когда тот находился в заключении в эпоху террора.
Барлоу оставался за границей в течение нескольких лет, проводя большую часть времени в Лондоне. Он состоял членом реформаторского Лондонского общества за конституционную информацию (англ. London Society for Constitutional Information). В этот период он опубликовал различные радикальные очерки, в том числе том, озаглавленный «Совет привилегированным сословиям» (англ. Advice to the Privileged Orders; 1792), запрещенный британскими властями.

## Дипломат
В 1795—1797 годах Барлоу был американским консулом в Алжире. В этот период берберские пираты охотились на американские и европейские суда. Он использовал средства Государственного департамента для взяток и выкупов, чтобы освободить более 100 американских моряков торгового флота, удерживавшихся пиратами. Барбари содействовал заключению нескольких договоров с городами-государствами Алжиром, Триполи и Тунисом, призванных предотвратить захваты американских кораблей. В 1805 году он вернулся в Соединенные Штаты, где он жил в Вашингтоне в своем особняке «Калорама» (англ. Kalorama; ныне название района на северо-западе американской столицы),
В октябре 1811 года Барлоу был назначен посланником США во Франции; он переплыл Атлантику на корабле USS Constitution. Его задачей было договориться об отмене Берлинского декрета и Миланского декрета (основных документов континентальной блокады), а также добиться освобождения американских кораблей и экипажей, удерживавшихся французами в период наполеоновских войн. В октябре 1812 года Барлоу отправился в Вильно по поручению президента США Джеймса Мэдисона чтобы обсудить торговый договор с французским министром иностранных дел и, возможно, встретиться с Наполеоном, который некоторое время находился там, готовясь к французскому вторжению в Россию. К тому времени, когда Барлоу прибыл, французская армия уже отступала от Москвы, чему Барлоу стал свидетелем.
Барлоу выбрал южный маршрут, чтобы вернуться в Париж через Краков и Вену. Заболев пневмонией, он скончался 26 декабря 1812 года в селе Жарновец (Польша).

### О российско-американских отношениях
Барлоу, через которого шла переписка между российским императором Александром I и Томасом Джефферсоном, в своём письме последнему отмечал: «У России и Соединённых Штатов нет иноземных владений, нуждающихся в защите; их экспорт идет непосредственно на нужды стран-производителей, промышленность которых они питают, потребляя её продукты. Все это делает их могущественными как в моральном отношении, так и с точки зрения материальных средств обороны. Их пример будет иметь огромное значение для малых стран, в чьих интересах будет следовать за ними. Учитывая все упомянутые обстоятельства, было бы в высшей степени уместно и полезно для всего мира, чтобы правительства этих двух держав совместно выступили за свободу мореплавания, выдвинув план, против которого нельзя будет возразить… Оба правительства, о которых я веду речь, одинаково примечательны тем, что их страны занимают огромные территории, а население быстро растет. Население России будет преобладающим в одном полушарии, так же как и население Соединённых Штатов — в другом. Эти обстоятельства делают ещё более важным, чтобы эти страны с особым усердием следовали правильным принципам не только для блага их многочисленного населения, но и потому, что таким образом эти принципы получат широкое распространение и будут приняты их соседями и даже большей частью мира…».

## Поэзия
В 1778 году Барлоу опубликовал стихотворение под названием «Перспектива мира» (англ. The Prospect of Peace), в котором выступил против рабства.
В свое время Барлоу был особенно известен эпической поэмой «Колумбиана» (англ. Columbiad), расширенным изданием ранее вышедшего «Видения Колумба»; англ. Vision of Columbus) (1807). Впоследствии это произведение вызывало немало насмешек. Примечательно, что в этой поэме автор предсказал будущее развитие торговых и культурных связей между Америкой и Россией. Барлоу подарил её экземпляр российскому посланнику в Лондоне графу С. Р. Воронцову.
Современные читатели более знакомы с «Заварным пудингом» (англ. The Hasty-Pudding; 1793). впервые опубликованным в New York Magazine и входящим во многие литературные антологии.
Кроме того, Барлоу — автор «Заговора королей, поэмы, адресованной жителям Европы из другой части земного шара» (англ. Conspiracy of Kings, a Poem addressed to the Inhabitants of Europe from another Quarter of the Globe; 1792).
Он также писал политические очерки и трактаты, опубликовав, в частности, сборник «Политические сочинения Джоэла Барлоу» (англ. Political Writings of Joel Barlow; 2-е изд., 1796) и «Взгляд на государственный долг, доходы и расходы Соединённых Штатов» (англ. View of the Public Debt, Receipts and Expenditure of the United States; 1800). Однако, большая часть его политических рассуждений никогда так и осталась на страницах его объемных тетрадей, многие из которых хранятся в Хоутонской библиотеке (англ. Houghton Library) Гарвардского университета.
Он также написал сатирическую версию государственного гимна Великобритании «Боже, храни короля» под названием «Боже, храни гильотину».
Последним поэтическим произведением Барлоу стало пацифистское антинаполеоновское стихотворение «Совет ворону в России», которое он написал незадолго своей кончины.

## Идеи
Историк Уильям Гетцманн описывает Барлоу как космополита, стоящего в одном с Томасом Джефферсоном, Бенджамином Франклином, Робертом Фултоном и Томасом Пейном. Барлоу полагал, что новая страна, Америка, была образцовой цивилизацией, которая предвосхитила «объединение всего человечества в рамках одной религии, одного языка и одного ньютоновского гармоничного целого». Он считал, что «Американская революция — первое сражение мировой революции от имени прав всего человечества». Барлоу верил в научный прогресс и развитие политических институтов. Для него американская цивилизация была идеалом мировой цивилизации. Он предполагал, что цивилизации объединятся ради восстановления храма в Иерусалиме.

## Память о нём
- Портрет Барлоу был написан Робертом Фултоном и Джоном Вандерлином (1798).
- Город Барлоу в штате Огайо назван в его честь.
- Барлоу был одним из авторов первого сельскохозяйственного журнала в Америке — Agricultural Museum.
- В честь него названа средняя школа в г. Реддинге, штат Коннектикут.
- В польской деревне Жарновец был установлен памятник Барлоу.